# Медисин-Хат
Ме́дисин-Хат или Медисин-Хэт — город на юго-востоке провинции Альберта, Канада. Является анклавом графства Сайпресс, как и соседний город Редклифф, оба города при этом не входят в графство.
Медисин-Хат расположен на реке Саут-Саскачеван. Через него проходит Транс-Канада Хайуэй, здесь находится восточный конец Кроуснест Хайуэй.
Известность городу принесли крупные газовые месторождения, ставшие знаменитыми благодаря Редьярду Киплингу. Запасы газа обеспечили городу второе название — Газовый город.
Медисин-Хат является шестым по величине городом Альберты. Численность его жителей по данным переписи 2009 года составила 61 097 человек. В октябре 2008 года город был назван в числе основных работодателей Альберты.

## Название
Необычное название города (Medicine Hat по-английски означает «медицинская шляпа») связано с головными уборами, которые носили индейские целители.

## География
Ландшафт города в основном определяется его расположением в долине реки Южный Саскачеван. В пределах города в реку также впадают ручей Семи Человек (англ. Seven Persons Creek) и ручей Росс (англ. en:Ross Creek), поэтому Медисин-Хат характеризуется холмистым рельефом. Неподалёку от города находится Страж Пустоши, геоформации, напоминающей голову индейца.
Медисин-Хат также считается самым солнечным городом Канады.

## Климат
Медисин-Хат расположен в степной зоне, в поясе полусухого континентального климата (BSk по классификации климатов Кёппена): зимы сухие и холодные, летом погода жаркая. Зимние морозы бывает проще переносить благодаря шинуку, дующему с Тихого океана, а летом жаркая погода смягчяется из-за низкой влажности. Дожди идут преимущественно в конце весны и начале лета, осадков в Медисин-Хат выпадает мало по сравнению с окрестным городами. Вкупе с солнечной погодой это делает город популярным среди пожилых людей.
| Показатель                    | Янв.  | Фев.  | Март  | Апр.  | Май   | Июнь | Июль | Авг. | Сен.  | Окт.  | Нояб. | Дек.  | Год   |
| ----------------------------- | ----- | ----- | ----- | ----- | ----- | ---- | ---- | ---- | ----- | ----- | ----- | ----- | ----- |
| Абсолютный максимум, °C       | 18,3  | 21,1  | 28,9  | 35,6  | 37,2  | 41,7 | 42,2 | 41,1 | 37,8  | 33,9  | 24,4  | 20    | 42,2  |
| Средний суточный максимум, °C | −4,5  | −0,5  | 5,8   | 13,7  | 19,4  | 23,8 | 26,9 | 26,8 | 20,6  | 14    | 3,6   | −2,2  | 12,3  |
| Средняя температура, °C       | −10,2 | −6,2  | −0,3  | 6,8   | 12,5  | 16,8 | 19,5 | 19,1 | 13,1  | 7     | −2,2  | −7,9  | 5,7   |
| Средний суточный минимум, °C  | −15,9 | −11,9 | −6,4  | −0,1  | 5,5   | 9,9  | 12   | 11,4 | 5,6   | −0,1  | −8    | −13,6 | −1    |
| Абсолютный минимум, °C        | −46,1 | −46,1 | −38,9 | −26,7 | −11,1 | −1,1 | 1,2  | −0,6 | −12,8 | −28,7 | −37,8 | −45,8 | −46,1 |
| Норма осадков, мм             | 13,7  | 9,3   | 18,3  | 24,8  | 46    | 62,6 | 40,6 | 33,3 | 36,2  | 18,5  | 15,8  | 14,7  | 333,8 |
| Источник: Environment Canada  |       |       |       |       |       |      |      |      |       |       |       |       |       |

## Известные жители
- Даррен Хелм, профессиональный хоккеист, игрок НХЛ
- Тревор Линден, профессиональный хоккеист, игрок НХЛ
- Крис Осгуд, профессиональный хоккеист, вратарь, игрок НХЛ
- Ричард Эдвард Тейлор, лауреат Нобелевской премии по физике 1990 года
- Джейдин Вонг, актриса
- Даррен Диц, профессиональный хоккеист, защитник, игрок КХЛ